# Плес на шипци
Плес на шипци (енгл. pole dance) је облик сценске умјетности, историјски повезан са стриптиз и ноћним клубовима, који комбинује плес и акробације и изводи се на вертикалној бурлеска шипци. Овај облик умјетности је недавно постао популаран као облик фитнеса и мејнстрим забаве, а који практикују многи ентузијасти у теретанама и плесним студијима. Велики број аматерских и професионалних такмичења у плесу на шипци се одржава широм свијета.
Од средине прве деценије 21. вијека, промотери плеса на шипци покушавају да промијене перцепцију људи о овој сценској умјестности и да га промовишу као несексуални облик плеса и акробација.
Плес на шипци захтијева значајну снагу, флексибилност и издржљивост. На одговарајући начин укључује атлетске покрете као што је пењање, окретање и обртање тијела користећи удове за држање. Горњи дио тијела и велика снагу су потребни да би се стекло добро познавање ове умјетности, као и ригорозни тренинзи.
Плес на шипци се сматра обликом вјежби које се могу користити као аеробне и анаеробне вјежбе. У садашње вријеме признате школе и квалификације су уобичајена појава.

## Историја
Употреба шипке за сврху спорта или вјежбања је праћено уназад најмање осам стотина година дио традиционалној индијског спорта малахамбе, који користи принципе издржљивости и снаге помоћу дрвене шипке, шире у пречнику од модерне стандардне шипке. Кинеска шипка, поријеклом из Индије, користи двије шипке на којој људи изводе „трикове пркосећи гравитацији” као што је скок са шипке на шипку, отприлике на шест метара изнад тла.
Двадесетих година 20. вијека, путујући циркуси су изводили плес на шипци са шипком у средини шатора. На крају је плес на шипци прешао из шатора у бар, и ту се комбиновао са бурлеска плесом. Најранији забиљежени снимак плеса на шипци је наступ Бел Џанглс у Магвампс стриптиз клубу у Орегону. Од осамдесетих година 20. вијека, плес на шипци је све више укључиван у стриптиз тачке, као и го-го плес или плес у грилу, прво у Канади а затим у Сједињеним Државама. Од деведестих година 20. вијека, Фонија Мондеј, Канађанка која се преселила у Лос Анђелес, почела је да предаје плес на шипци као умјетност. Она је снимила први тренинг на шипци који се користио у фитнес вјежбама. Од тада, часови плеса на шипци су постали популарни као облик рекреативног и такмичарског спорта. Кејти Котс, позната такмичарка у плесу на шипци, и International Pole Sport Federation тренутно промовишу кампању укључивања плеса на шипци на Олимпијске игре 2016. године.

## Шипка

### Стандардна шипка
Стандардна шипка за плес обично се састоји од шупљег челичног или месинганог стуба кружно пресјека, који се простире од пода до плафона. Причвршћивањем за плафон добија се већа стабилност, али се то не примјењује увије, посебно у клубовима са вишим плафонима или у преносивим објектима. У Сједињеним Државама, пречније је обично 5 cm, што омогућава захватање шипке једном руком без потешкоћа. У Азији је пречним обично 4,5 cm или мање.
Друга уобичајена шипка је ротирајућа шипка; као што име говори, слична је стандардној статичној шипци али се окреће помоћу кугличних лежајева. Сврха ове шипке је да се створи бољи замах и већа брзина да би се постигао већи драматични ефекат.
Доступне су кућне верзије које се могу користити за праксу или аеробну вјежбу. Материјали од којих су шипке обично направљене укључују полирани нерђајући челик, хромирани челик, месинг, премазивање прахом или титанијумом. Свака површина материјала има различите особине приликом хватања. Полирани челик је један од најклизавијих материјала, који предвиђа бржи, течнији плес и одличан је за окретање; месингана шипка пружа веће трење, омогућавајући лакше држање током извртања, прављења поза и настанка спорог, сензуалног плесног стила. Производи као што су креда, Dry Hands или iTac могу се користити како би се „закачили” за шипку.

### Шипка за наступ
Постоје шипке које се могу користити у клубовима како би се побољшао визуелни ефекат. Те шипке су направљене од јаке пластике и садрже воду, сјајан и посебно рефлективан материјал који се може користити у комбинацији са стробоскопом или скривеним свјетлом у бази греде. Међутим, ове шипке нису омиљене међу играчима који желе да постигну боље резултате на шипци, јер се благо савијају и имају тенденцију да трењем створе опекотине приликом спуштања независно од брзине.

## Вјежба
Плес на шипци је стекао популарност као вјежба са повећањем свијести о предностима опште снаге и фитнеса. Ови облици вјежбања повећавају општу снагу тијела користећи само тијело као отпор, док настаје тонирање тијела у потпуности. Типичан режим вјежбања почиње са вјежбама снаге, плесним покретима, чучњевима, склековима и трбушњацима и постепено настају услови за окретање, пењање и извртање који су сврха ових вјежби. Разлози за пријављивање на ову сценску умјетност су углавном жеља жена за оснаживањем самопоуздања, у складу са којима су еротске компоненте ове умјетности још увијек предмет полемике. Неке феминисткиње тврде како се сексуално плесање овог типа не може сматрати оснаживањем јер избор да учествују није направљен у слободи од ограничавајућих структура моћи, посебно имајући у виду перформативни аспект многих класа.
Малахамба је са друге стране свагда био историјски акробатски спорт са шипком. Спорт има добро забиљежену историју која датира најраније из 1135. године са детаљима њеног практиковања у Маласоласи, у којој пише да овај спорт развија снагу, агилност и флексибилност особе. Малахамба је једна од најнапреднијих изометријских абдоминалних мишићних вјежби у историји.
У порасту је број мушкараца који укључују плес на шипци у своје фитнес програме. У Аустралији, УК и САД, плесни студији су почели да нуде часове само за мушкарце. У Кини је 2007. године Национално такмичење у плесу на шипци освојио мушкарац. Плесни инструктор Занг Пенг, 23. године, надмашио је много жена како би достигао главну награду.

## Такмичење
Такмичење у плесу на шипци у САД почиње са Дежа Ву ланцом стриптиз клубова 1991. године са догађајем званим Po'Lympics које се одржавало сваке године током цијеле деценије. Ово такмичење је довело до стварања разних такмичења која су усљедила, како у индустрији стриптиз клубова тако и у фитнес програму.
Широк распон аматерских и професионалних такмичења одржава се разним земљама широм свијета. Такмичарима је стриктно забрањено обнаживање и фокус је на плесу на шипци као атлетској и умјетничкој форми плеса и фитнеса. Прво Miss Pole Dance World такмичење одржано је у новембру 2005. у Амстердаму и Британка Елена Гибсон је освојила титулу. Сљедећег дана Елену је дисквалификовао организатор Џон Бенер због много контроверзи и титулу је добила другопласирана Реико Сумуне из Јапана.
Група адвоката је покушала плес на шипци укључити на Љетне олимпијске игре 2012. у Лондону као пробни догађај. Међутим, с обзиром да је ово нови тренд, не постоји стандардизовани систем бодовања за такмичење и описи техника варирају од клубова у различитим регионима. Свјетско такмичење у плесу на шипци је отворено за све земље на свијету и одржано је први пут 2009. године.